# Пчелиный рой
Пчелиный рой — это формирование новой пчелиной семьи, которая отсоединилась от предыдущей или материнской семьи. Состав  каждой такой семьи может быть одна или больше маток, нескольких сотен трутней и десятков тысяч пчёл, которые выполняют всю работу. Обычно расстояние, на которое улетает рой от старой семьи состоит в диапазоне от 20 до 100 километров.
Как правило, в конце весны, в мае, пчелы труженики закладывают несколько маточников и выращивают в них молодых маток. В большинстве случаев пчёлам было бы достаточно одной матки, но в силу естественного отбора и не всегда благоприятных погодных условий, пчёлы страхуются. В пчелином рою выращивается шесть или больше маток, основная часть из которых обычно не выживает.
Семья начинает роиться за неделю до выхода молодой матки из ячейки.
Инициаторами в этом выступают пчелы труженики, работоспособность которых уменьшается за 2-3 дня до этого.
Существует пять условных категорий пчелиного роя, по которым их классифицируют:
1. Рой-первак
2. Рой-вторак
3. Поройки
4. Свальный рой
5. Рои по нужде

## Рой-первак
Получается такой вид роя как с плодной так и с неплодной маткой. Это результат того, что матка, вышедшая из улья, оказывается с дефектом, не позволяющим ей летать. При этом матка падает на землю, собирая часть пчел возле себя. Нахождение роевых пчел в улье достигает 8-9 дней, они ждут появления первой матки. Затем рой может покинуть старую семью с молодой неплодной маткой. Этот вид роя называют певчими перваками из-за того, что перед выходом роя происходит перекличка маток.
Единогласного утверждения того, что рой-первак всегда выходит с плодной маткой, нет. Корректнее будет считаться, что рой-первак в основном выходит со старой плодной маткой, за исключением отдельных случаев, когда выходит с молодой неплодной. Вот поэтому и бывают случаи, при которых роевая семья, оказавшись на новом месте, обзаводится открытым расплодом не ранее чем через 10 дней, а иногда ещё позже. Расплод может отсутствовать в тех семьях, где молодая матка теряется при вылетах на спаривание с трутнями.

## Рой-вторак
Благодаря высокой яйценоскости матки во время закладки роевых маточников, семья быстро восстанавливается после выхода первого роя. В это время и появляются молодые пчелы из отложенных яиц после выхода роя-первака. Именно они и составляют основную массу роя-вторака, но только в том случае, если они будут оставаться в роевом настроении к моменту выхода. Как правило на 9-10 день рой-вторак с первой вышедшей из маточника неплодной матки выходит после первого. Перед этим, та матка, которая первой готова к выходу, произносит звуки, похожие на кваканье. После этого она прогрызает крышечку маточника в том случае, если не получает извне ответа. Это означает отсутствие матки в семье.  Затем она начинает бегать по сотам и произносить звуки, похожие на звук телефонного сигнала, когда занят абонент. Этот звук отчётливо слышен при тихой и бесшумной погоде в радиусе 1-2 м от улья.
В рое-втораке уже на этот момент находится большое количество зрелых маток, но они не выходят из маточников, так как по звуку знают, что первая матка уже вышла. Они также отвечают на звук первой матки, издавая сигналы, похожие на кваканье и хрюканье, так как не могут произносить пикающие звуки из запечатанных маточников. На первую матку эти сигналы действуют возбуждающе, при этом она продолжает произносить свои звуки, а пчеловод в это время слышит "пение" маток. Эта перекличка может происходить повторно, являясь признаком того, что при хороших погодных условиях рой выйдет на следующее утро. Одновременно с этим, первая матка пытается избавиться от маток-конкуренток, которые находятся в запечатанных маточниках, сталкиваясь при этом с препятствием в виде пчел, так как эти матки ещё будут полезны семье после выхода роя-вторака.
Маткам необходимо питание и когда они готовы выйти из маточников, крепкими челюстями они выгрызают отверстие в крышечке маточника, просовывают хоботок через него и питаются тем, что им дают пчелы. Если нет никаких препятствий, то на второй день после начал «пения» маток выходит рой-вторак. На этот рой с неплодной маткой не так сильно влияет погода, даже при ветре и облаках он может выйти, но при отсутствии резкого похолодания и дождя. Также время суток не определяет выход роя, это может быть с утра и до 16-17 вечера.
Если в рое-втораке находятся не одна, а две и больше маток, тогда рой, собравшись, не замолкает, а произносит определенный звук, обозначая этот факт. Бывают случаи, когда вторак прививается в нескольких местах, а не одном, из-за наличия нескольких молодых маток. Тогда лучше собрать рой в одном месте, чтобы не получилось потомства.
Этот тип роя более гибкий, чем первак, что даёт ему возможность привиться не только возле пасеки, а и на высоких деревьях и зданиях. Но уже через 20-30 минут этот рой может поменять место привоя на другой, поэтому снятие роя-вторака более сложная задача, чем снятие роя-первака.
В том случае, если в семье роевое настроение не заканчивается, то на следующий день после выхода роя-вторака выходит третий род с одной или несколькими неплодными матками. Такие рои называются поройками, так как количество пчел в них меньше 0,5-0,3 кг. Поройки сами по себе не ценятся, поэтому их могут совместить с другими семьями, если на пасеке не нужны нуклеусы.
Вот что происходит тогда, когда роевое настроение заканчивается — пчелы перегрызают сбоку маточники и не мешают молодой матке уничтожить находящихся в них маток. Поэтому разгрызанные маточники свидетельствуют о том, что семья уже не находится в роевом состоянии и начала нормальную работу.

## Поройки
Те семьи, которые отпускают три и больше роя называются поройками. При этом абсолютно естественно, что каждый новый пороек будет весить все меньше и меньше. Их вес может достигать всего 500 г, а бывает ещё меньше. Только наличие матки способствуют тому, что поройки ценятся в хозяйстве, так как по сути  это нуклеус «на колесах». Пороек добавляют к слабой семье, извлекают перед этим из него неплодную матку, в случае если необходимости в дополнительной матке нет.

## Свальный
Такой тип роя возникает в том случае, если в одно и тоже время несколько роев прививаются в одном месте. В нем, как правило, находится несколько маток, поэтому после его снятия в нем не прекращается возбужденное состояние. Это происходит ещё и из-за того, что этот вид роя включает в себя пчел из разных семей. Перейти в спокойное состояние рой может только тогда, когда после борьбы в нем останется только одна матка, а у пчел будет общий запах. Зачастую выход свальных роев отмечается после длительной пасмурной погоды, которая препятствует выходу роев. Общий вес такого вида роя может быть 10кг.

## Рой по нужде
Рои по нужде и свальный рой имеют только одно сходство — бросают свое постоянное жилье и ищут новое.
Рой по нужде показывает и является признаком бедности, при том что настоящие рои являются показателем благополучия семьи. Причина, по которой вся семья улетает всем составом — не из-за размножения, а для избежания смерти. Этот вид роя можно наблюдать или вначале весны, когда нет взятка, или осенью, когда взяток закончен, а запасов в ульях нет.